# Parathesis glabra
Parathesis glabra är en viveväxtart som beskrevs av John Donnell Smith. Parathesis glabra ingår i släktet Parathesis och familjen viveväxter. Inga underarter finns listade i Catalogue of Life.